# Battaglia di Svindax
La battaglia di Svindax si combatté nella primavera del 1022; Basilio II vi riportò una decisiva vittoria sull'esercito georgiano di Re Giorgio I.
La battaglia fu combattuta a Svindax (un luogo il cui nome in georgiano medioevale era სვინდაქსი, Suindax' i) nella provincia di Phasiane (Basiani, Basian, o Basean). Basilio forzò Giorgio a negoziare un trattato di pace che concludesse le ostilità tra bizantini e georgiani, ostilità che si prolungavano dal 1014.